# Michiel Heyns
Pour les articles homonymes, voir Heyns.
Michiel Heyns, né le 2 décembre 1943  à Stellenbosch, est un écrivain et traducteur sud-africain.

## Œuvres traduites en français
- Le Passager récalcitrant [« The Reluctant Passenger »], trad. de Béatrice Roudet et Sylvie Schneiter, Paris, Éditions JC Lattès, 2006, 431 p.  (ISBN 978-2-7096-2687-3)
- Jours d’enfance [« The Children's Day »], trad. de Françoise Adelstain, Paris, Éditions Philippe Rey, 2010, 281 p.  (ISBN 978-2-84876-165-7)[1]
- La Dactylographe de Mr James [« The Typewriter's Tale »], trad. de Françoise Adelstain, Paris, Éditions Philippe Rey, 2012, 327 p.  (ISBN 978-2-84876-212-8)[2]
- Un passé en noir et blanc [« Lost Ground»], trad. de Françoise Adelstain, Paris, Éditions Philippe Rey, 2013, 317 p.  (ISBN 978-2-84876-308-8)